# Käringtjärnen, Hälsingland
Käringtjärnen är en sjö i Härjedalens kommun i Hälsingland och ingår i Ljusnans huvudavrinningsområde.